# Padenia unifascia
Padenia unifascia är en fjärilsart som beskrevs av Rothschild 1916. Padenia unifascia ingår i släktet Padenia och familjen björnspinnare. Inga underarter finns listade i Catalogue of Life.